# 紅皮症
紅皮症（こうひしょう、英語: Erythroderma）は先行する皮膚疾患や内臓疾患などに続発し、全身の皮膚が真っ赤に潮紅して皮膚が剥がれ落ちる（落屑）状態を呈する皮膚反応であり、単一の疾患ではなく症候名である。剥脱性皮膚炎とも呼ぶ。

## 疾患概念
紅皮症は、当初原因の分からない原発性紅皮症と各種疾患に起因する続発性紅皮症に大別されたが、多くの議論を経て様々な疾患に続発する皮膚反応であるという概念が定着した。

### 概念の変遷
紅皮症についての詳細な報告は1862年、ウィーン大学皮膚科学教授であったHebra（ヘブラ）が「終始皮膚の潮紅と落屑のみを呈し、他に丘疹、小水疱などの皮疹を見ず、慢性に経過し、予後不良の疾患」としてヘブラ紅色粃糠疹を報告したのが端緒となる。続いて1867年にWilson（ウィルソン）が亜急性汎発性剥脱性皮膚炎の症例報告を発表した。さらに1876年Féréol（フェレオール）続いてBesnier（ベニエ）が急性紅皮症として再発性落屑性猩紅熱様紅斑の症例を報告、1878年にはRitter（リッター）が新生児に発症する致死的な紅皮症として新生児剥脱性皮膚炎を、1892年にはSavil（サヴィル）がイギリス・ロンドンの複数の養老院において集団発生した流行性剥脱性皮膚炎を、1907年にはLeiner（ライネルまたはライナー）が乳幼児に特有の紅皮症としてライネル落屑性紅皮症の症例をそれぞれ報告するなど、多くの研究者によって紅皮症についての症例が集積されていった。
こうした紅皮症の症例報告を検討し系統的な分類を試みたのはBrocq（ブロック）である。Brocq は1902年に先天性魚鱗癬様紅皮症を最初に報告したことで知られているが、過去の症例報告を収集、分析し自身の考察を加えて1882年と1909年の二度にわたり紅皮症を再編・分類した。ここにおいて原発性紅皮症と続発性紅皮症の概念が登場する。原発性については再発性落屑性猩紅熱様紅斑、亜急性汎発性剥脱性皮膚炎、およびヘブラ紅色粃糠疹を各々急性・亜急性・慢性型原発性紅皮症に分類し、亜急性汎発性剥脱性皮膚炎より慢性型（慢性汎発性剥脱性皮膚炎）を分離、ヘブラ紅色粃糠疹についてはHebraの報告した型に良性の亜急性型と慢性型の疾患概念を追加、さらに乳幼児剥脱性皮膚炎を7番目に加えた。そして湿疹、脂漏性皮膚炎、乾癬、扁平苔癬、毛孔性紅色粃糠疹、天疱瘡などの皮膚疾患が汎発化して生じた紅皮症を続発性紅皮症として定義、分類した。日本ではHebraの孫弟子であり東京帝国大学医科大学皮膚病学黴毒学講座教授として日本皮膚科学会の設立に尽力した土肥慶蔵がBrocqの分類を紹介した。
| 分類         | 疾患                                                            |
| ------------ | --------------------------------------------------------------- |
| 原発性紅皮症 | 再発性落屑性猩紅熱様紅斑/良性急性剥脱性皮膚炎 (Féréol, Besnier) |
| 原発性紅皮症 | 亜急性汎発性剥脱性皮膚炎 (Wilson)                               |
| 原発性紅皮症 | 慢性汎発性剥脱性皮膚炎                                          |
| 原発性紅皮症 | ヘブラ慢性紅色粃糠疹 (Hebra)                                    |
| 原発性紅皮症 | 良性亜急性紅色粃糠疹                                            |
| 原発性紅皮症 | 良性慢性紅色粃糠疹                                              |
| 原発性紅皮症 | 乳幼児剥脱性皮膚炎                                              |
| 続発性紅皮症 | 続発性紅皮症                                                    |

Brocqの分類はその後長らく紅皮症の概念として定着するが、個々の疾患概念についてはJadassohn（ヤダーソン）が1891年と1892年の論文において、慢性汎発性剥脱性皮膚炎は単なる汎発性の湿疹であると反論、その後各種専門書では慢性汎発性剥脱性皮膚炎やヘブラ紅色粃糠疹の良性亜急性・慢性型については使用されなくなり、乳幼児剥脱性皮膚炎もRitterの新生児剥脱性皮膚炎と同一でかつ細菌感染症が原因であることが判明して除かれ、次節で述べる3疾患名が臨床で使われるようになった。
紅皮症の分類が一応確定した後、続いて病因論に関する様々な見解が発表された。急性型（再発性落屑性猩紅熱様紅斑）についてはすでにBesnierが特定の素因を持つ患者に何らかの刺激が加わることにより発症すると推測していたが、水銀、砒素、金といった重金属や薬剤、さらには結節性動脈周囲炎に本症が続発したという報告が多数の研究者から報告され、感染症またはそれに起因するアレルギーおよび重金属や薬剤性の中毒による紅皮症ではないかという見解が強くなった。亜急性型（ウィルソン・ブロック紅皮症）ではBrocqが神経皮膚症、Kyrle（キルレ）が内分泌障害由来であると主張した。慢性型のヘブラ紅色粃糠疹についてはJadassohnが結核との関連性を強調し、結核性紅皮症であるとしたが土肥は老人性内分泌障害に起因する自家中毒が原因であると1930年に発表している。またMontgomery（モンゴメリー）はヘブラ紅色粃糠疹の症例には白血病や悪性リンパ腫、特に菌状息肉症に伴う症例が多く存在すると1933年の論文において指摘、Sézary（セザリー）による1938年のセザリー症候群の報告をはじめ、多くの研究者が血液悪性腫瘍と紅皮症の関連性を報告してJadassohnが主張したヘブラ紅色粃糠疹＝結核という図式に対して反論した。こうしてBrocqによる紅皮症の分類発表以降第二次世界大戦までの間、紅皮症については各原発性紅皮症の病因に対する様々な議論が繰り広げられた。
ところが第二次世界大戦後、紅皮症の概念を巡る研究や議論は一変する。すなわち1950年代以降紅皮症を原発性と続発性の2つに大別する従来のBrocqによる分類自体に対して異論が続々提出されるようになった。1956年、小嶋理一は亜急性型と慢性型では前駆病変として限局性の湿疹様変化が所見として多く認められることを指摘、亜急性型と慢性型を臨床的に区別するのは不可能であると主張した。2年後の1958年にはHerzberg（ヘルツバーグ）が紅皮症に関する論文を発表。この中で紅皮症は多様な原因によって起こる皮膚反応であり、原発性と続発性に分類するのは無意味とした。その上で紅皮症の分類を再編して原発性の3疾患を独立させ、これに小水疱浮腫性紅皮症・老人性紅皮症という概念を新設、さらに新生児の紅皮症としてライネル落屑性紅皮症と新生児剥脱性皮膚炎に加え、Hill（ヒル）によって報告されたアトピー性紅皮症とBrocqが報告した先天性魚鱗癬様紅皮症の4つを分類した。
| 分類                                            | 疾患                       |
| ----------------------------------------------- | -------------------------- |
| ヘブラ - ヤダーソン紅色粃糠疹型紅皮症           |                            |
| 老人性紅皮症                                    |                            |
| ウィルソン - ブロック剥脱性皮膚炎型紅皮症       |                            |
| フェレオール - ベニエ再発性猩紅熱様紅斑型紅皮症 |                            |
| 小水疱浮腫性紅皮症                              |                            |
| 新生児の紅皮症                                  | ライネル落屑性紅皮症       |
| 新生児の紅皮症                                  | リッター新生児剥脱性皮膚炎 |
| 新生児の紅皮症                                  | アトピー性紅皮症           |
| 新生児の紅皮症                                  | 先天性魚鱗癬様紅皮症       |

Herzbergの主張は多くの賛同を得、Abraham（アブラハム）は1963年の論文において原発性の3疾患の病名を廃止すべきであると主張するに至った。1965年に入ると栗原善夫は紅皮症発症準備性という概念を発表し、その中で湿疹や炎症性角化症、感染症、悪性腫瘍などが長期間慢性に経過するに連れてプラスミンやアンチプラスミンなどの線溶系因子に変化が生じ、そこに何らかの「引き金」が加わることで線溶系が亢進し、全身の皮膚に急速な炎症反応が生じて紅皮症を発症させるという仮説を提示した。しかしながら紅皮症が発症する明確なメカニズムは未だ解明されていない。
いずれにしても紅皮症はHerzbergの見解が趨勢となり、現在に至る。なお、1955年には霜田俊丸により術後紅皮症の第1例が報告され、1979年には太藤重夫により丘疹 - 紅皮症という新しい疾患概念が報告されている。

### 原発性紅皮症
Brocqが分類した原発性紅皮症7疾患のうち、以下の3疾患が多く使用されていた。しかし先述の通り紅皮症が各種疾患に伴う皮膚反応であるというHerzbergの見解が絶対的趨勢になるに従い、これらの疾患名は原発性紅皮症という分類と共に廃語同然となった。皮膚科関連の文献や専門書においても、これらの疾患名が掲載されることはない。ただし日本においてはヘブラ紅色粃糠疹のみ、全身性副腎皮質ステロイド剤の適応疾患として名称が残っており、健康保険が適用される。

#### 再発性落屑性猩紅熱様紅斑
同義語として急性原発性紅皮症がある。発熱、悪寒、全身倦怠感などの前駆症状に頭痛、嘔吐などを伴い、前駆症状出現後の2、3日後より紅斑を生じる。最初限局性の紅斑は早くて数時間、遅くとも2、3日には全身に汎発し、猩紅熱に類似した鮮紅色の紅斑が全身へと拡大する。全身に拡大した紅斑は3、4日すると著明に落屑し、概ね2週から3週の経過で軽快する。掻痒や灼熱感、粘膜病変は軽微であり、脱毛や爪の変化は稀であるものの再発を繰り返すことが最大の特徴である。猩紅熱との違いはイチゴ舌や口囲蒼白がないことである。合併症として肺炎や気管支炎、皮下出血、血尿・蛋白尿などを伴うこともあるが予後はウィルソン・ブロック紅皮症やヘブラ紅色粃糠疹に比べ良好で、通常生命への危険はない。

#### ウィルソン・ブロック紅皮症
Wilsonの亜急性汎発性剥脱性皮膚炎がこれに当たり、紅皮症の分類を初めて行ったBrocqの名前を追加してこの病名となった。中年以降の男性に多く発症する。再発性落屑性猩紅熱様紅斑と同様に発熱や全身倦怠感、嘔吐などの前駆症状を生じた後、関節屈面を初発として鮮紅色の紅斑が概ね1、2カ月の経過で次第に全身へと拡大する。ただし手、足、頭部には病変が及ばないこともある。全身に紅斑が拡大して1、2週後より大葉状の落屑が多量に生じてくる。自覚症状としては著明な掻痒があり、余りの激しさに夜間不眠を生じることも稀ではない。また脱毛や爪の変形・脱落、さらには無痛性のリンパ節腫脹、下痢、蛋白尿を併発する。全経過は3カ月から8カ月におよび、末期には昏睡に陥り死亡することもある。死亡率は10パーセント程度とされる。

#### ヘブラ紅色粃糠疹
慢性型の原発性紅皮症として分類された。40歳以降、特に高齢者に多く発症する。前二者と異なり発熱や全身倦怠感などの前駆症状は伴わず、関節屈面や陰部、四肢末端を初発とする紅斑が次第に体幹に向かって数か月から年単位という緩慢な経過で拡大する。落屑は比較的早い段階から見られ、紅斑は色調が鮮紅色から次第に色素沈着を帯びて暗赤色となり、末期にはどす黒く変化する。さらに皮膚萎縮が加わり皮膚は光沢を呈し、汚らしい外観となる。随伴症状としては特有の不快な悪寒、汗の分泌低下、鼠径部リンパ節の無痛性腫脹、頭部を始め腋毛、陰毛の脱毛や爪の変形が見られ、顔面皮膚萎縮に伴う眼瞼外反、開口障害、表情運動制限や足底部皮膚萎縮に伴う歩行障害を呈することもある。掻痒はウィルソン・ブロック紅皮症と同様に高度で、やはり激しい痒みに伴う不眠を誘発するほか掻破により二次感染を来たし、伝染性膿痂疹や癤、皮下膿瘍を合併しやすい。末期には肝障害や腎障害を合併して次第に衰弱し、死に至ることもある。死亡率はやはりウィルソン・ブロック紅皮症と同様に10パーセント程度である。
ウィルソン・ブロック紅皮症とヘブラ紅色粃糠疹については小嶋やHerzbergなど原発性紅皮症の存在に対し疑義を呈した研究者から両者の異同が疑問視されており、栗原はヘブラ紅色粃糠疹の報告例の多くは経過観察からウィルソン・ブロック紅皮症に属すると指摘した。そして小嶋は両疾患には前駆病変として湿疹性変化があることを見出し、その後両疾患は湿疹続発性紅皮症（後述）に包括されるという見解が支配的となった。ただし一部の学者からはヘブラ紅色粃糠疹についてその特異な症状・経過から独立疾患にすべきとする意見もある。

### その他の疾患概念
原発性紅皮症に包括されていた上記3疾患以外にも下記の2疾患が紅皮症の一種として一時期には専門書に掲載されていたが、原発性紅皮症と同様に廃語に等しくなっている。

#### 小水疱浮腫性紅皮症
急性紅皮症の1型としてHerzbergが提唱した疾患概念である。原発性紅皮症3疾患と異なり前腕部、項、四肢に限局性の紅斑を生じた後に小水疱や膿疱を生じ、急速に全身へ浮腫状の紅斑となって拡大する。その後の経過は多様であり、全身に小水疱が多発して落屑を来たし、関節屈面には湿潤や膿痂疹様の変化を生じるほか舌の発赤や口角の亀裂、眼瞼外反などを来たすケースもあれば浮腫状の紅斑が持続した後に落屑を来たし、特に手足では手袋状の大きな落屑を来たすケースもある。全身症状としては高熱と悪寒、著明な掻痒、無痛性のリンパ節腫脹、乏尿、貧血、低蛋白血症などが生じる。抗生物質（ペニシリン、ストレプトマイシン）や梅毒の治療薬として使用されていたサルバルサンによる急性砒素中毒が原因として挙げられ、紅皮症型薬疹（後述）の一種とみられる。予後は特にサルバルサンが原因のものでは10パーセント程度の致死率である。

#### 流行性剥脱性皮膚炎
原発性紅皮症の概念が登場する以前に、紅皮症の一種として報告された疾患に流行性剥脱性皮膚炎があった。詳細に症例を報告したSavilはこの疾患について以下のように述べている。症状としては急性発症であり、顔面・頭部・腕を初発とする対称性の紅斑や丘疹が融合、拡大して汎発化し紅皮症に至るとした。落屑は早期より始まり、4週から5週ほど継続し概ね6週から8週で軽快するが、頸部リンパ節腫脹や末期には爪の変形や脱毛が見られ、また軽快しても再発しやすいという特徴があると報告している。しかし同様の報告は以後存在せず、BrocqやHerzbergの紅皮症分類にも掲載されていないため、疾患の存在有無を含め本態は不明なままである。

## 種類
紅皮症を発症させる疾患は多岐にわたり、下表に挙げる疾患が原因として知られている。このうち皮膚疾患に続発する紅皮症が全体の50 - 60パーセントを占める。ただし原因不明の紅皮症も存在する。
| 基礎疾患       | 分類           | 主な疾患 |
| -------------- | -------------- | --- |
| 湿疹・皮膚炎群 | 湿疹・皮膚炎群 | 慢性湿疹、汎発性湿疹、接触皮膚炎、アトピー性皮膚炎、脂漏性皮膚炎、自家感作性皮膚炎                                                |
| 角化症         | 炎症性角化症   | 乾癬（尋常性乾癬、関節症性乾癬、急性汎発性膿疱性乾癬）、扁平苔癬、毛孔性紅色粃糠疹                                                |
| 角化症         | 遺伝性角化症   | 先天性魚鱗癬様紅皮症（水疱型、非水疱型）、魚鱗癬症候群（シェーグレン・ラルソン症候群、ネザートン症候群、ラッド症候群、KID症候群） |
| 光線過敏症     | 光線過敏症     | 慢性光線過敏性皮膚炎（光線性類細網症）                                                                                            |
| 免疫異常       | 自己免疫疾患   | 落葉状天疱瘡、水疱性類天疱瘡、ジューリング疱疹状皮膚炎、全身性エリテマトーデス、皮膚筋炎                                          |
| 免疫異常       | 生体拒絶反応   | 輸血後移植片対宿主病 |
| 免疫異常       | 免疫不全疾患   | 重症複合免疫不全症（オーメン症候群）、ライネル落屑性紅皮症                                                                        |
| 代謝異常症     | 代謝異常症     | ビタミンB群欠乏症、先天性ビオチン代謝異常症                                                                                       |
| 感染症         | 細菌感染症     | ブドウ球菌性熱傷様皮膚症候群、トキシックショック症候群、トキシックショック様症候群、猩紅熱、結核                                  |
| 感染症         | 真菌感染症     | 急性汎発性表在性白癬、カンジダ症                                                                                                  |
| 感染症         | ウイルス感染症 | 麻疹、風疹 |
| 感染症         | 寄生虫感染症   | 過角化型疥癬 |
| 中毒性疾患     | 中毒性疾患     | 薬疹（紅皮症型薬疹、薬剤性過敏症症候群、薬剤誘発性偽リンパ腫など）、重金属（急性水銀中毒、急性砒素中毒など）、感染症の一部        |
| 悪性腫瘍       | 白血病         | 急性骨髄性白血病、急性リンパ性白血病、急性単球性白血病、慢性骨髄性白血病、慢性リンパ性白血病                                      |
| 悪性腫瘍       | 悪性リンパ腫   | 菌状息肉症、セザリー症候群、成人T細胞白血病/リンパ腫、血管免疫芽球性T細胞リンパ腫、ホジキン病                                     |
| 悪性腫瘍       | 癌             | 胃癌、食道癌、大腸癌、肝臓癌、前立腺癌、肺癌、膵臓癌、膀胱癌など                                                                  |

原因疾患により症状の程度や予後は異なるが、共通する症状としては皮膚では全身の潮紅と落屑、脱毛や爪の変化があり、これに加え発熱、悪寒、全身倦怠感、皮膚病性リンパ節症と呼ばれる無痛性リンパ節腫脹といった全身症状、落屑や浮腫に随伴する電解質異常や低蛋白血症、掻破や全身状態の悪化などによる浅在性・深在性の二次感染などを併発することがある。紅皮症に一般的な病理所見としては表皮の肥厚や真皮へのリンパ球浸潤、錯角化といったものが見られ、検査所見としては末梢血白血球数増多、好酸球増多、CRP上昇、LDH上昇などが見られることが多い。

### 湿疹続発性紅皮症
紅皮症の原因としては最も多く、皮膚疾患続発性紅皮症の中に占める割合は55 - 75パーセントに上る。原因疾患としては慢性湿疹の汎発例、接触皮膚炎、アトピー性皮膚炎（アトピー性紅皮症）、脂漏性皮膚炎、自家感作性皮膚炎などがあり、いずれも治療をせずに放置したり、誤った治療法や不適切な民間療法・温泉療法などによって湿疹が悪化・汎発化して紅皮症へ進展する。男女比は2 - 3:1で男性に多い。アトピー性皮膚炎に伴うアトピー性紅皮症は小児に多いが、それ以外の場合は中高年に多い。このうちHerzbergが提唱した老人性紅皮症は湿疹続発性紅皮症の1型とみなされる。湿疹続発性の場合は掻痒が激しく、浮腫や潮紅といった炎症症状が強い。症状が進行すると次第に色素沈着や皮膚萎縮を伴い、多彩皮膚と呼ばれる皮膚病変の終末状態に陥るが、この場合は従来のヘブラ紅色粃糠疹に相当する症状を呈する。

### ライネル落屑性紅皮症

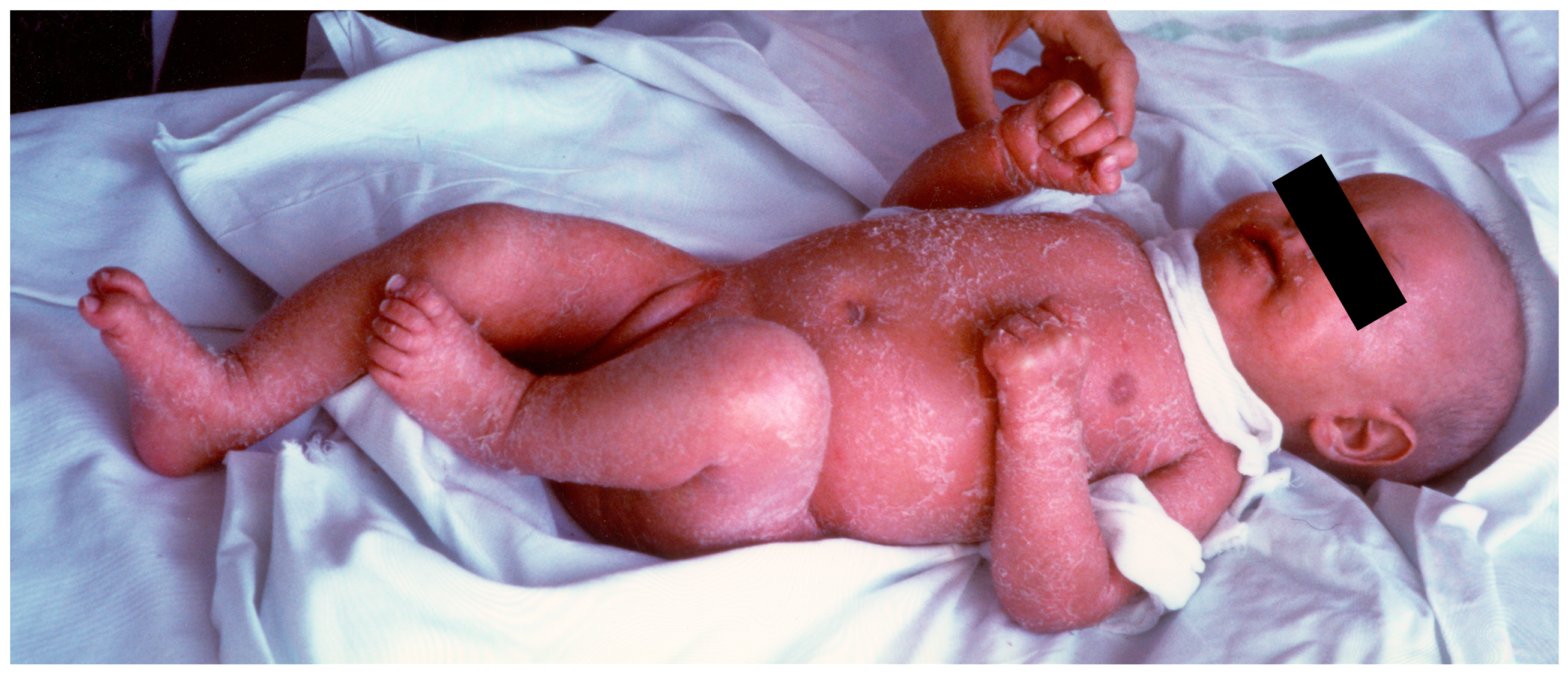
オーメン症候群に伴う紅皮症

1907年にLeinerが初めて報告した紅皮症で、乳児落屑性紅皮症とも呼ばれる。生後6カ月までの乳児、特に母乳栄養児に多いとされ、頭部または肛門周囲を初発とする脂漏性病変から次第に顔面や体幹に向って症状が拡大する。紅皮症の拡大に随伴して粘液の混じった緑色の水様下痢や嘔吐といった消化器症状、貧血が起こり、症状が遷延すると体重減少や発育障害を来たす。掻痒やリンパ節の腫脹は軽度であるが免疫不全を伴い、カンジダ症などを併発することがある。
LeinerやHerzbergは本症を乳児脂漏性皮膚炎の汎発化によるものとし、本態をビタミンB群欠乏症に求めたがその後免疫不全を本態に求める意見が強くなった。この中で補体第5成分 (C5) の機能不全に伴う貪食能低下に起因する免疫不全説が一時期有力となっていたが、実態はより様々な免疫不全症を合併していることが判明してきた。また遺伝性を証明する症例も報告されており、本態は遺伝性・孤発性の原発性免疫不全症候群を伴う重症の乳児脂漏性皮膚炎であるとの見解が強い。ビタミンB群の投与や人工栄養への切り替えが古典的な治療法であり、予後も良好とされていたが本態が次第に明らかになるに連れて予後不良例が多くなっている。治療としては免疫不全に伴う日和見感染症に対する抗生物質や抗真菌剤などの投与のほか、新鮮凍結血漿や全血輸血の有効例がある。なお、本症に類似した疾患として常染色体劣性遺伝による先天性ビオチン代謝異常症があり、早期にビオチンを投与すれば予後は良好である。また免疫不全に伴う紅皮症としてはオーメン症候群という疾患がある。重症複合免疫不全症の一病型とされる本症は常染色体劣性遺伝により発症し、紅皮症に加えリンパ節腫脹、肝脾腫、好酸球増多、高IgE血症を伴う。

### 丘疹 - 紅皮症
1979年太藤重夫により丘疹 - 紅皮症症候群の名で初めて報告され、1981年には小嶋理一により苔癬様続発性紅皮症の名で報告されたが、皮膚症状が主体であることから太藤は1984年に丘疹 - 紅皮症に改名し、名称も一本化された。高齢者に多く、Herzbergの老人性紅皮症や湿疹続発性紅皮症との異同が議論されている。紅褐色の苔癬状丘疹として発症し、それらが融合して次第に全身に拡大、紅皮症となる。ただし顔面や関節屈面、腋窩、腹部の皺になる部分は潮紅せず健常時の皮膚色が残存するdeck - cheir signと呼ばれる所見が見られる。掻痒や無痛性リンパ節腫脹はあるが紅皮症一般で見られる発熱などの全身症状は欠く。検査所見としては末梢血の好酸球増多症が見られ、組織所見でも真皮において血管周囲の好酸球浸潤が認められるなど好酸球主体の所見が特徴である。ステロイド外用剤に良く反応し、経過は通常1年ないし数年で軽快・治癒する。ただし本症で最も重要なのは患者の30パーセント程度に内臓悪性腫瘍の合併が見られ、内臓悪性腫瘍のデルマドロームとして知られる後天性掌蹠角化症を合併することもあり、内臓病変の検索を行うことが必要となる。合併する悪性腫瘍としては胃癌、食道癌、大腸癌、前立腺癌など多彩であり、腫瘍合併例では治療や再発に一致して症状が消長することが多い。

### 皮膚疾患続発性紅皮症
湿疹・皮膚炎群以外の皮膚疾患が悪化することによって発症する紅皮症である。原因疾患としては以下の通り。

#### 炎症性角化症
炎症性角化症による紅皮症の原因として最多なのは乾癬であり、乾癬性紅皮症と呼ばれる。湿疹・皮膚炎群を除いた皮膚疾患に続発する紅皮症の原因疾患としては半数以上を占める。乾癬患者の数パーセント程度に発症し、尋常性乾癬や関節症性乾癬、急性汎発性膿疱性乾癬から移行する。発症要因としては細菌感染、過度のPUVA療法のほか強力なステロイド外用剤・経口ステロイド剤の投与中止後に発症することもある。このため副腎皮質ステロイド剤の全身投与は尋常性乾癬の治療で使用されることはない。症状としては一般の紅皮症と大差ないが、体温調節の異常を伴うことがある。また、HIV感染症に伴う乾癬は重症化し易く、紅皮症も併発しやすい。
乾癬以外では扁平苔癬や毛孔性紅色粃糠疹で紅皮症を起こすことがあるが、毛孔性紅色粃糠疹では1998年にGriffiths（グリフィス）が分類した病型分類のうち1型（成人発症古典型）と2型（成人発症非古典型）において紅皮症への移行例が多い。本症続発の紅皮症では潮紅した全身皮膚の一部に境界がはっきりした健常な皮膚が島のように分布することが特徴である。

#### 遺伝性角化症
1902年にBrocqによって報告された先天性魚鱗癬様紅皮症が代表格である。主に常染色体優性遺伝の形式をとる水疱型先天性魚鱗癬様紅皮症（表皮融解性魚鱗癬）と、常染色体劣性遺伝の形式をとる非水疱型先天性魚鱗癬様紅皮症に大別される。いずれも出生時より全身の潮紅を以って始まり、非水疱型ではコロジオン児と呼ばれる全身を薄い膜状角化物質で覆われた状態で出生し、剥離するに従い潮紅と落屑が生じる。また非水疱型では軽度の眼瞼外反や口唇外反を生じることもある。成長するに従い角化が顕著になり水疱型では煉瓦状の厚い角化が関節部などに見られる。ただし知能障害や発育障害は通常見られない。水疱型の亜型であるシーメンス型水疱性魚鱗癬（表在性表皮融解性魚鱗癬）や非水疱型の亜型である葉状魚鱗癬では、紅皮症の所見は見られない。
また魚鱗癬に知能障害や各臓器・組織の異常を伴う魚鱗癬症候群においても紅皮症を発症する。主な疾患として知能障害と痙性四肢麻痺を伴うシェーグレン・ラルソン症候群、アトピー素因・結節性裂毛症などを伴うネザートン症候群、てんかん・知能障害・性腺発育不全などを伴うラッド症候群、血管増殖性角膜炎・魚鱗癬様紅皮症・感音性難聴を三徴とするKID症候群などがある。

#### 光線過敏症
光線過敏症では慢性光線過敏性皮膚炎が紅皮症をひきおこす。特に皮膚や末梢血で異型リンパ球が増殖し、悪性リンパ腫に類似した臨床所見や組織所見を呈する慢性光線過敏性皮膚炎の亜型・光線性類細網症が紅皮症を呈しやすい。中高年に発症し、露光部の皮膚のみならず衣服で隠れた部分の皮膚にもUVAやUVB、さらには可視光線による日光皮膚炎の症状を起こし、季節に関係なく遷延する。悪性リンパ腫との鑑別では光線過敏の有無やT細胞受容体遺伝子再構成の有無などが重要となる。徹底的な遮光が肝要である。

#### 自己免疫疾患
自己免疫疾患では天疱瘡の一種、落葉状天疱瘡が紅皮症をひきおこす代表例であり、剥脱性天疱瘡の別名がある。表皮の細胞同士を接着する上で重要な役割を担う分子・デスモグレインのうち皮膚主体で分布するデスモグレイン1に対して、IgG自己抗体（抗デスモグレインIgG自己抗体）が機能を阻害することで表皮細胞の接着が無効化され水疱やびらんを形成する。40歳代から50歳代に発症し、弛緩性の水疱が顔面を初発として次第に頭部、胸部、背部といった脂漏部位に多発する。水疱は破れやすく、破れた後は乾燥して落屑する。こうした病変が週単位または月単位で全身に拡大・汎発化して紅皮症状態となるが、本症の場合は経過が長期化すると鱗屑が厚く固着して角化症に似た外観となる。また皮膚を擦ると水疱が形成されるニコルスキー現象が陽性となるのも本症の特徴であるが、尋常性天疱瘡と異なり粘膜病変は極めてまれである。
このほか水疱症では水疱性類天疱瘡やジューリング疱疹状皮膚炎でも紅皮症を発症させることがあるほか、膠原病では全身性エリテマトーデスや皮膚筋炎で紅皮症を併発することがある。

#### 皮膚感染症
細菌や真菌、ウイルスなどによる皮膚感染症に続発する紅皮症も存在する。ただし細菌やウイルスによるものは微生物由来の毒素が発症に関与することから、中毒性紅皮症としての側面も持つ。
細菌性皮膚感染症ではブドウ球菌や連鎖球菌感染症に続発する。代表的な疾患としてブドウ球菌感染症ではリッター新生児剥脱性皮膚炎としてHerzbergの紅皮症分類にも掲載されたブドウ球菌性熱傷様皮膚症候群 (SSSS) とトキシックショック症候群 (TSS)、連鎖球菌感染症では猩紅熱および劇症型溶血性連鎖球菌感染症とも呼ばれるトキシックショック様症候群 (TSLS) などがある。SSSSやTSSは黄色ブドウ球菌が産生する毒素が発症の要因とされSSSSではエンテロトキシン (ET) が局所の化膿性病変から全身に散布され、落葉状天疱瘡と同様の機序でデスモグレイン1を破壊することにより皮膚が剥離される。またTSSは膿瘍や化膿性骨髄炎、術後感染などを契機にスーパー抗原であるTSST-1などの毒素が、猩紅熱では上気道感染症などを契機に、TSLSでは時に要因が不明なまま連鎖球菌による溶連菌性発熱性外毒素 (SPE) などが全身に散布されて発症する。いずれも発熱・全身倦怠感などの全身症状が強く現れSSSSは新生児や乳児の口囲など顔面の紅斑を初発として急速に全身に紅斑と水疱が拡大、やがてシート状の大きな落屑を生じる。TSSでは高熱を伴う日光皮膚炎様の紅皮症が週単位で全身に拡大、低血圧や多臓器不全を伴う。TSLSでは高熱、激しい関節痛や筋肉痛を伴いながら壊死性筋膜炎や紅皮症が全身に拡大、多臓器不全やショックを伴う。猩紅熱では初め蒼紅色、続いて鮮紅色の丘疹が次第に全身に拡大して、4 - 5日後より落屑する。
真菌性皮膚感染症では白癬とカンジダ症に続発するが、免疫不全患者に発症することが多い。このうち白癬については急性汎発性表在性白癬の慢性化が紅皮症の要因として知られる。すなわち、足白癬、頭部白癬、体部白癬、股部白癬といった限局性の白癬が不適切な治療や長年にわたる放置などで全身に病変が拡大した状態が急性汎発性表在性白癬であるが、通常は抗真菌剤の治療に反応する。しかしさらに放置したり患者が免疫不全状態にある場合慢性化して紅皮症の状態を呈する。さらに進行すると白癬の中では最も重篤な汎発性白癬菌性肉芽腫という病態に陥り、肉芽腫による顔面（口唇・鼻・耳介）の破壊や脳・骨・心臓への転移により予後不良となることもある。
このほか疥癬の重症型である過角化型疥癬（ノルウェー疥癬）、急性ウイルス性発疹症である麻疹や風疹、および結核でも紅皮症を続発させることがある。

### 中毒性紅皮症
いわゆる中毒疹の重症型であり、一部は細菌やウイルス感染症に続発する紅皮症が包括される。しかし最も頻度が多いのは薬剤由来の紅皮症であり、紅皮症型薬疹とも呼ばれる。スティーブンス・ジョンソン症候群や中毒性表皮壊死症（ライエル症候群）などと共に重症型薬疹に分類される重篤な薬疹であり薬疹全体の数パーセント、紅皮症では湿疹続発性紅皮症、乾癬性紅皮症に次いで多く10 - 20パーセントの発症率と推定されている。原因薬剤として比較的に高頻度で発症させる薬剤としてアロプリノールや金チオリンゴ酸ナトリウム、シアナミドがあり、抗生物質、降圧剤、消炎鎮痛剤、抗痙攣剤といった使用頻度の多い薬剤群での報告も多いが、湿疹型・播種状紅斑丘疹型（麻疹・猩紅熱型）・光線過敏症型・多形滲出性紅斑型・苔癬型といった軽症・中等症型薬疹からの移行例もあり、ほぼ全ての薬剤において発症させる可能性がある。従来原発性紅皮症に分類されていた再発性落屑性猩紅熱様紅斑（急性原発性紅皮症）やHerzbergが提唱した小水疱浮腫性紅皮症の多くは紅皮症型薬疹に包括される。症状は紅皮症一般と大差ないが、急性発症であり遷延すると中毒性表皮壊死症への移行もある。
また特定の薬剤を投与後ヘルペスウイルス6型 (HHV-6) が再活性化することで発症する重症型薬疹・薬剤性過敏症症候群においても紅皮症を生じる。カルバマゼピン・ラモトリギン・フェニトイン・フェノバルビタール・ゾニザミドといった抗痙攣薬、アロプリノール、サラゾスルファピリジン、ジアフェニルスルフォン、メキシレチンが原因薬剤であり、内服開始から3 - 4週間後に発症し多臓器障害を伴う全身の紅斑を生じ、しばしば紅皮症化する。また薬剤性過敏症症候群に臨床症状は類似するが発熱や多臓器障害を呈さない薬剤誘発性偽リンパ腫という疾患も紅皮症を起こす。
このほか重金属中毒に伴う紅皮症も稀に存在し、主な原因として水銀、砒素、蒼鉛などがある。水銀では播種状紅斑丘疹型から紅皮症となり潰瘍性口内炎など粘膜の異常を伴う。砒素については梅毒の治療薬としてペニシリン登場以前に繁用されていたサルバルサンに伴うものが知られ、水銀と同様に播種状紅斑丘疹型から紅皮症となり重症化すると肺炎や敗血症を来たし死亡することもある。砒素ではサルバルサンのほか銅を精錬する過程で生じた亜砒酸の曝露により急性紅皮症が労働者に生じた足尾銅山の報告例もあり、職業性皮膚疾患としての側面も有する。蒼鉛でも紅皮症を発症させるが、歯肉に褐色から青黒色の色素沈着を生じることが知られている。

### 腫瘍性紅皮症

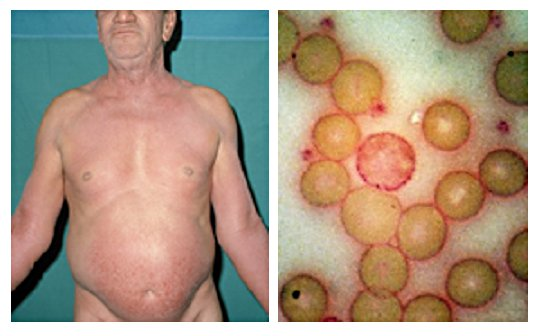
セザリー症候群に伴う紅皮症（左）とセザリー細胞（右）

紅皮症の中では数パーセントを占め、原因となる悪性腫瘍の大半は白血病や悪性リンパ腫といった造血系の悪性腫瘍である。腫瘍細胞が皮膚に浸潤して発症する特異疹としての紅皮症と、反応性病変として発症する非特異疹としての紅皮症があり、リンパ節腫脹や後天性掌蹠角化症を合併することがある。
白血病では腫瘍細胞が皮膚に浸潤して特異疹を起こす皮膚白血病において紅皮症を発症させる。全白血病における発症頻度は2.3パーセントから4.5パーセント程度と少ない皮膚白血病は急性単球性白血病において発症頻度が12パーセントから30パーセントと最も高く、急性リンパ性白血病が8パーセントから15パーセント、急性骨髄性白血病が1パーセントから3パーセントの頻度で続き慢性リンパ性白血病でも発症することがある。概ね白血病の極期から末期に出現し、紅斑・丘疹・潰瘍・腫瘤など多彩な皮膚病変を呈するが、紅皮症については特異疹・非特異疹の両機序で発症する。
悪性リンパ腫では皮膚T細胞リンパ腫である菌状息肉症で紅皮症を発症する頻度が高い。本症の場合、湿疹などに類似した治療抵抗性の病変や大局面状類乾癬・毛包性ムチン沈着症といった前駆疾患とされる病変から紅斑期、扁平浸潤期、腫瘍期、内臓浸潤期の順に進行し、通常極めて慢性の経過をたどるが初期や末期に紅皮症を呈するBesnier - Hallopeau（アロポー）型と呼ばれる病型がある。紅皮症を呈した場合、腫瘍の進行状態を示すTNMB分類ではT4、病期分類ではⅢA以上に該当し疾患が進行した中等度リスク群となる。またセザリー細胞と呼ぶ悪性化したヘルパーT細胞が皮膚に浸潤して掻痒が極めて強い紅皮症を呈するセザリー症候群も皮膚T細胞リンパ腫の一種であり菌状息肉症との相互移行が稀にあるが、紅皮症を呈する菌状息肉症との違いは明らかな血液学的異常を伴うか否かである。多彩な皮膚症状を呈することが多い成人T細胞白血病/リンパ腫も紅皮症を呈し、急性型・慢性型・くすぶり型・リンパ腫型に分かつ臨床型とは別に皮疹の形態で定義される皮疹型において紅皮症型に分類される。このほか血管免疫芽球性T細胞リンパ腫やホジキン病でも紅皮症を発症させることがある。
造血系悪性腫瘍以外、すなわち癌に随伴する紅皮症の例は少なく腫瘍性紅皮症全体の2パーセントから3パーセントと低率である。主な原因としては消化器系の癌が多く、胃癌、肝臓癌、大腸癌などによる紅皮症の報告がある。先述した丘疹 - 紅皮症で悪性腫瘍を合併している場合は原発している癌の種類はより多岐にわたる。

### 術後紅皮症
1955年、霜田俊丸によって初めて報告された紅皮症であり、消化器開腹手術後や開心術後に発症し急激な経過で致死率も高い紅皮症として注目された。原因は当初抗生物質に耐性のブドウ球菌感染症によると考えられ、再発性落屑性猩紅熱様紅斑（急性原発性紅皮症）の重症型に属するという見解があったがその後原因は輸血された血液に起因する宿主の拒絶反応であり、急性移植片対宿主病が本態であることが判明した。輸血後移植片対宿主病とも呼ばれる。
輸血後10 - 14日後より発熱、下痢と共に紅皮症が出現し、汎血球減少や肝機能障害など臓器・骨髄が急激に障害されて最終的には播種性血管内凝固症候群 (DIC) や敗血症を併発して死亡する。ステロイドパルス療法や免疫抑制剤を使用しても救命に至らない例が多く、紅皮症の中では最も予後不良の病態である。放射線を照射しない血液製剤を輸血することで非自己のリンパ球が体内に侵入するが、自己のリンパ球はそれを非自己と認識しないため定着する。定着した非自己のリンパ球はやがて増殖し、本来は他人のものである自己の臓器・組織を非自己と認識して免疫反応を起こして攻撃するために発症する。発症には組織適合性抗原 (HLA) が供血者はホモ接合体、患者はヘテロ接合体で、かつHLAのハプロタイプの片方が双方で一致していることが条件となる。一旦発症すればほぼ死亡するため、血液製剤に放射線を事前に照射してリンパ球を根絶してから輸血することが極めて重要となる。こうした処置が実施された結果、原因が判明する以前は開心術700回に1回の割合で発症していた術後紅皮症は、2002年の十字猛夫による調査で日本国内ではほぼ根絶された。

## 診断と治療
紅皮症は先述の通り様々な疾患に続発する皮膚反応であることから、最優先に行うのは原因疾患の追求である。皮膚を観察し、原発する皮膚疾患があるかどうかを確認すると同時に患者の既往歴を確認する。例えば紅皮症型薬疹なら薬剤服用歴、術後紅皮症なら輸血の有無などである。またデルマドロームとしての側面を有する丘疹 - 紅皮症や腫瘍性紅皮症などが疑われる場合は内臓の詳細な検索も必要となる。
治療も、第一義に行うのは原因となった疾患の治療である。感染症続発であれば抗生物質や抗ウイルス剤、抗真菌剤などの投与、天疱瘡や薬疹、重症の湿疹続発性紅皮症などであれば副腎皮質ステロイド剤、乾癬性紅皮症ではシクロスポリンなどの免疫抑制剤、毛孔性紅色粃糠疹、先天性魚鱗癬様紅皮症ではエトレチナート、白血病や悪性リンパ腫であれば抗がん剤による多剤化学療法などである。その上で皮疹に対しては感染症を除き副腎皮質ステロイド外用剤の塗布を基本に掻痒に対して抗ヒスタミン剤や抗アレルギー剤の経口投与、湿疹続発性や乾癬性紅皮症ではPUVA療法やナローバンドUVB療法、電解質異常や低蛋白血症に対する輸液などの全身管理を行う。また薬疹であれば被疑薬の服用中止と再投与の回避、光線過敏症であれば徹底的な遮光といった対策も必要になる。いずれにしても外来管理は難しく、基本的には入院して治療を行う。なお紅皮症型菌状息肉症やセザリー症候群に対して日本国外では体外循環中の血液から白血球分画を取り出して紫外線を照射し、再び循環中の血液に戻す体外循環式光化学療法が行われ、日本皮膚科学会が策定した『皮膚悪性リンパ腫診断ガイドライン』の2011年改定版においてもエビデンスBとして推奨されているが、日本では保険適応外でありほとんど実施されていない。
治療に関し、先天性魚鱗癬様紅皮症については二次感染により抗生物質を使用している未成年の水疱型・非水疱型先天性魚鱗癬様紅皮症およびシェーグレン・ラルソン症候群が、小児慢性特定疾患研究事業に基づく公費負担による医療費給付の受給対象となっている。また紅皮症を発症させる疾患のうち膿疱性乾癬、落葉状天疱瘡、全身性エリテマトーデス、皮膚筋炎およびオーメン症候群などを含む原発性免疫不全症候群については特定疾患治療研究事業対象疾患、いわゆる難病として公費負担の対象になる。

## 予後
紅皮症の予後も、原因疾患によって左右される。湿疹続発性紅皮症や乾癬性紅皮症、光線性類細網症などでは生命予後は良好だが治療には時間が掛かる。乾癬性紅皮症では治療により全身状態や皮膚の落屑は改善しても潮紅は残存しやすい。また先天性魚鱗癬様紅皮症は極めて難治である。落葉状天疱瘡は尋常性天疱瘡・増殖性天疱瘡といった他の古典的天疱瘡と比べれば予後は良好であるものの、症例によっては死亡することもある。免疫不全が合併している紅皮症の予後は概ね悪い。また紅皮症型薬疹のうち薬剤性過敏性症候群は経過も長く死亡率も20 - 30パーセントと高い。
感染症は患者の免疫状態や細菌の薬剤耐性などにより予後が左右され、メチシリン耐性黄色ブドウ球菌 (MRSA) による発症が増加しているTSSでは7パーセント程度、48時間以内という急速進行性の経過で急性呼吸促迫症候群 (ARDS) やDICに陥るTSLSでは約70パーセントの高い致死率である。SSSSは新生児・乳児では抗生物質による治療が発達したことで、以前は発症後5日から10日の経過で死亡した予後不良の病態が大きく改善されたものの、成人発症例では免疫不全症例に発症することから肺炎や敗血症を合併し死亡することも稀ではない。輸血後移植片対宿主病である術後紅皮症は発症すれば急速に全身状態が悪化してほぼ全例死亡する。
腫瘍性紅皮症は原発する悪性腫瘍の治療が成功すれば紅皮症も軽快するが、一般的には原疾患も紅皮症も治療に難渋する。皮膚白血病では内臓固形癌の皮膚遠隔転移と比較して必ずしも予後が絶対不良とまでは言えないが、慢性骨髄性白血病に伴うものでは急性転化を起こし予後が不良とされている。一方悪性リンパ腫の予後については経過の長い菌状息肉症では全体の5年生存率こそ88パーセントだが、病期分類がⅢAである紅皮症型になると44パーセントまで下落し、セザリー症候群に至っては5年生存率24パーセント。成人T細胞白血病/リンパ腫では紅皮症型は独立した予後不良因子とされ、生存期間中央値は3カ月であり皮膚T細胞リンパ腫において紅皮症を合併した症例は非合併例と比べ生命予後は極めて悪いことが示されている。
総じて、紅皮症は誘因となる基礎疾患にもよるが油断のならない皮膚の症候であることが見て取れる。